# Tây Hoa Kỳ

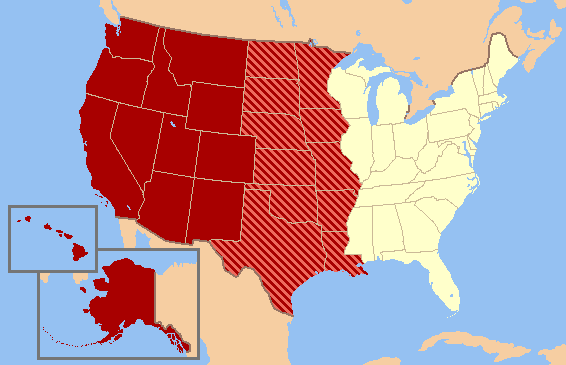
Các định nghĩa về vùng thì phức tạp từ nguồn này sang nguồn khác. Các tiểu bang đỏ đậm thường được tính vào vùng này trong lúc tất cả hay một phần các tiểu bang sọc có thể hoặc không có thể được tính vào. Theo Cục Điều tra Dân số Hoa Kỳ ấn định, miền Tây Hoa Kỳ gồm có 13 tiểu bang: Alaska, Arizona, California, Colorado, Hawaii, Idaho, Montana, Nevada, New Mexico, Oregon, Utah, Washington, và Wyoming.

Tây Hoa Kỳ (tiếng Anh: Western United States, thường được gọi là American West hay đơn giản là "the West"), theo truyền thống là vùng bao gồm các tiểu bang cận tây nhất của Hoa Kỳ. Vì Hoa Kỳ bành trướng về phía tây sau khi thành lập nên ý nghĩa về Miền Tây hay Miền Viễn Tây cứ thay đổi theo thời gian. Trước năm 1800, sống lưng của Dãy núi Appalachian được xem là biên cương phía tây của Hoa Kỳ. Kể từ đó, biên cương di chuyển xa hơn về hướng tây và rồi sau đó Sông Mississippi được dùng làm mốc biên cương cận đông nhất của miền Tây.
Trong thế kỷ 21, các tiểu bang nằm trong Dãy núi Rocky và vùng cao nguyên thuộc Đại Bình nguyên cho đến Tây Duyên hải thường được xem là tạo nên American West. Denver, Colorado đôi khi được xem là phần đất trải rộng thuộc phía đông của miền Tây như trong phim Dumb and Dumber bắt đầu với miền Trung Tây ngay phía đông của Aurora, Colorado nơi mà Đại Bình nguyên Hoa Kỳ bắt đầu.
Ngoài việc được định hình theo vị trí địa lý, "miền Tây" cũng có ý nghĩa theo nhân chủng học. Trong lúc miền này có sự đa dạng riêng bên trong của chính nó nhưng tổng quan vùng này có cùng một lịch sử, văn hoá (âm nhạc, ẩm thực), quan điểm về thế giới, lối suy nghĩ và giọng Anh gần như tương đồng. Tuy nhiên, một vài tiểu vùng và tiểu bang như Utah và miền nam California có một số điều khác biệt với phần còn lại của miền Tây.
"Miền Tây" đã và đang đóng một vai trò quan trọng trọng trong lịch sử Hoa Kỳ; Cựu miền Tây hay Old West được lồng vào trong các chuyện đời xưa của người Mỹ.

## Địa lý

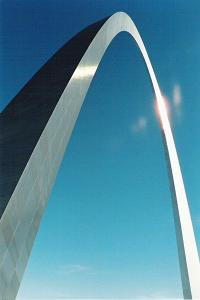
Cung Cổng vào ở St. Louis, cũng còn được biết là "Cổng vào miền Tây", kỷ niệm việc mở rộng Hoa Kỳ về phía tây.

Trong ý nghĩa rộng lớn nhất, miền Tây Hoa Kỳ là vùng rộng lớn nhất bao phủ hơn phân nửa diện tích đất của Hoa Kỳ. Nó cũng là nơi đa dạng về địa lý nhất, kết hợp các vùng địa lý như Duyên hải Thái Bình Dương, những khu rừng mưa nhiệt đới ôn hoà của Tây Bắc, Rặng Thạch Sơn, Đại Bình nguyên, phần lớn vùng đồng cỏ cao trải dài về phía đông đến tận Tây Wisconsin, Illinois, tây cao nguyên Ozark, các phần phía tây của những khu rừng phía nam, Duyên hải Vịnh Mexico và tất cả các vùng hoang mạc nằm trong Hoa Kỳ (các hoang mạc Mojave, Sonoran, Đại Bồn địa và Chihuahua).
Vùng này bao phủ một phần Vùng đất mua Louisiana, phần lớn vùng đất của Vương quốc Anh nhượng lại vào năm 1818, một số phần đất lấy được khi Cộng hoà Texas gia nhập vào Hoa Kỳ, tất cả các vùng đất Vương quốc Anh nhượng lại vào năm 1846, tất cả những vùng đất México nhương lại vào năm 1848 và tất cả phần đất của Vùng đất mua Gadsden.
Arizona và New Mexico luôn được xem là thuộc Tây Nam trong khi những phần đất của California, Colorado, Nevada, Oklahoma, Texas, và Utah đôi khi được xem là phần đất của Tây Nam trong khi đó tất cả hoặc một phần của Idaho, Montana, Oregon, Washington, và Wyoming có thể được xem là thuộc Tây Bắc. Gần như vậy gồm một phần hay tất cả các tiểu bang vừa nói (Tây Bắc), trừ Wyoming và phần phía đông của hai tiểu bang Montana và Idaho, và cộng thêm tỉnh bang của Canada là British Columbia hợp thành Tây Bắc Thái Bình Dương.
Miền Tây có thể được chia thành thứ nhất các tiểu bang Thái Bình Dương: Alaska, California, Hawaii, Oregon, và Washington với thuật ngữ Tây Duyên hải thường hạn chế chỉ kể đến California, Oregon, và Washington và thứ hai là Các tiểu bang miền Núi luôn là Arizona, Colorado, Idaho, Montana, Nevada, New Mexico, Utah, và Wyoming. Alaska và Hawaii bị tách ra khỏi những tiểu bang miền Tây khác vì có ít tương đồng với các tiểu bang đó nhưng luôn luôn được xếp vào danh sách miền Tây Hoa Kỳ. Tây Texas nằm trong Hoang mạc Chihuahuan trong lịch sử cũng thường được xem là thuộc miền Tây Hoa Kỳ.
Một số tiểu bang miền Tây được xếp vào các vùng của các tiểu bang miền đông. Kansas, Nebraska, Bắc và Nam Dakota thường được tính vào miền Trung Tây mà cũng bao gồm các tiểu bang như Iowa, Illinois và Wisconsin.
Hiếm khi có một tiểu bang nằm ở phía đông Sông Mississippi được xem là thuộc miền Tây hiện đại. Tuy nhiên trong lịch sử, Lãnh thổ Tây Bắc là một lãnh thổ xưa quan trọng của Hoa Kỳ, bao gồm các tiểu bang hiện đại là Ohio, Indiana, Illinois, Michigan và Wisconsin cũng như phần phía đông bắc của Minnesota.

### Thế kỷ hai mươi
Các đường biên giới ngăn cách có vẻ đã được xoá kể từ sau 1980. Sự xuất hiện của các phương tiện như ô tô đã giúp tầng lớp trung lưu Hoa Kỳ tiếp cận miền Tây dễ dàng hơn. Thêm vào đó các thương gia miền Tây đã cải tạo và nâng cấp đường U.S. Route 66 cũng đã góp phần rất lớn trong việc mang khách du hành đến miền Tây. Vào những năm 50, nhờ sự xuất hiện của các công trình như Cowboy Hall of Fame và Western Heritage Center để góp phần quảng bá cho văn hóa miền Tây cũng như chào đón khách thập phương từ miền Đông đã tỏ ra có hiệu quả. Mặt khác trong suốt những năm sau của thế kỷ hai mươi, với sự xuất hiện của ngày càng nhiều các con đường "xuyên lục địa" đã càng góp phần mang miền Tây và miền Đông lại gần nhau hơn. Mặc dù vậy tình trạng vô chính phủ vẫn còn tồn tại trong thời gian này, đặc biệt ở những vùng giàu tài nguyên như dầu lửa hay các mỏ vàng tại Texas và Oklahoma vô hình trung đã đẩy những người khai hoang đi xa hơn nữa về phía tây. Trong thời gian này cũng đã có vài tác phẩm điện ảnh phỏng theo các quyển tiểu thuyết ba xu giúp cư dân vùng khác mường tượng về vùng đất giàu có này.
Mặc dù tình trạng phân biệt chủng tộc cũng như các cáo buộc về các hình thức lạm quyền của cảnh sát luôn diễn ra day dẳng đối với các sắc dân thiểu số vùng này do ở đây khá phức tạp về tình trạng nhập cư trái phép, thậm chí có thể dẫn đến bạo động sắc tộc, miền Tây vẫn luôn được người Mỹ biết đến như một vùng đất khá cởi mở, thân thiện và mến khách do bản thân là nơi có nhiều cư dân đa sắc tộc sinh sống nhất trên Hoa Kỳ.

## Các trung tâm chính

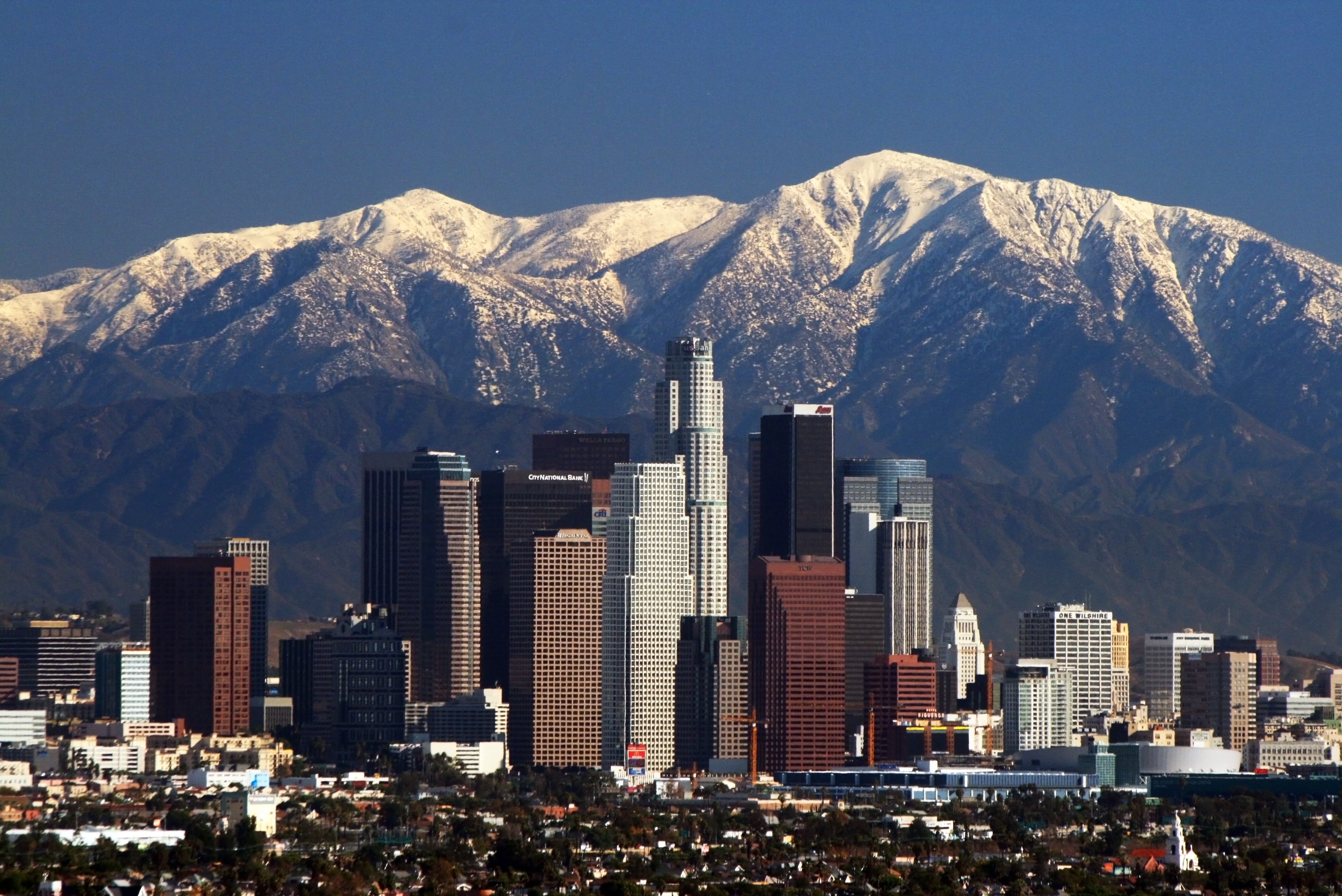
Los Angeles, California
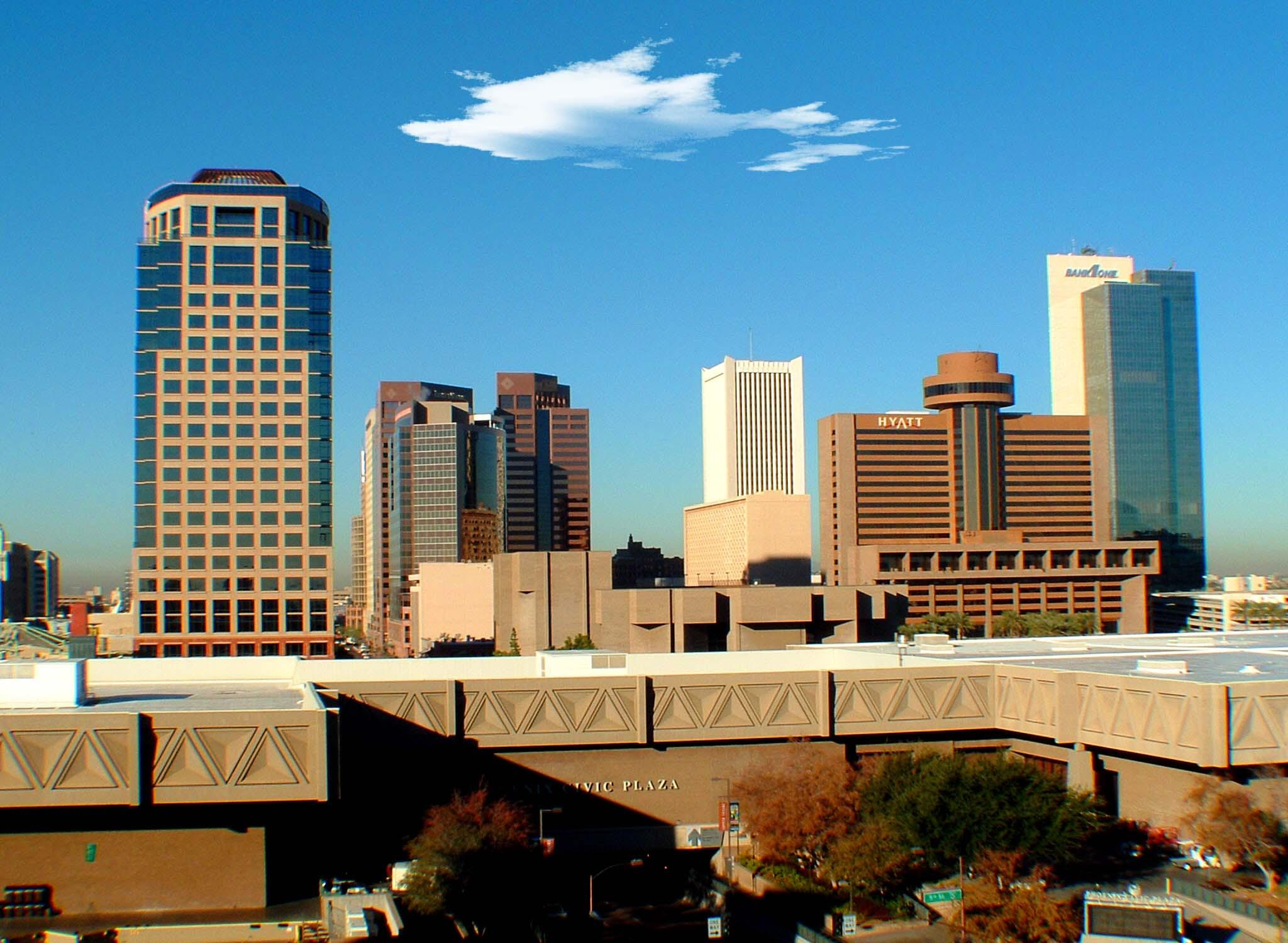
Phoenix, Arizona
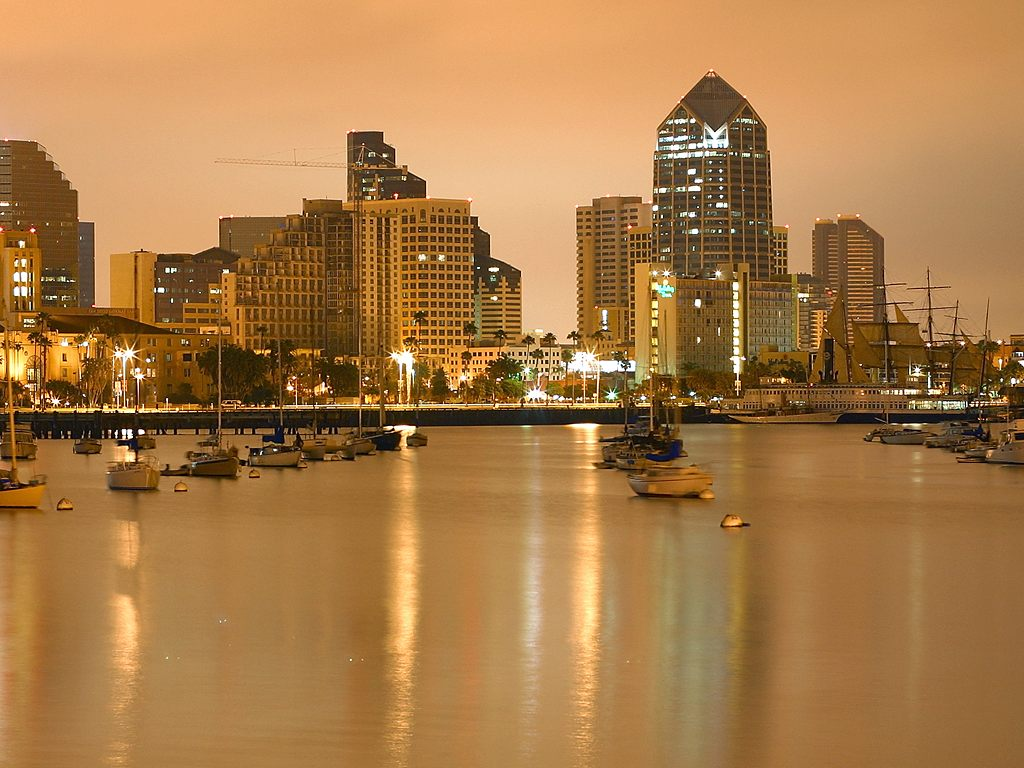
San Diego, California
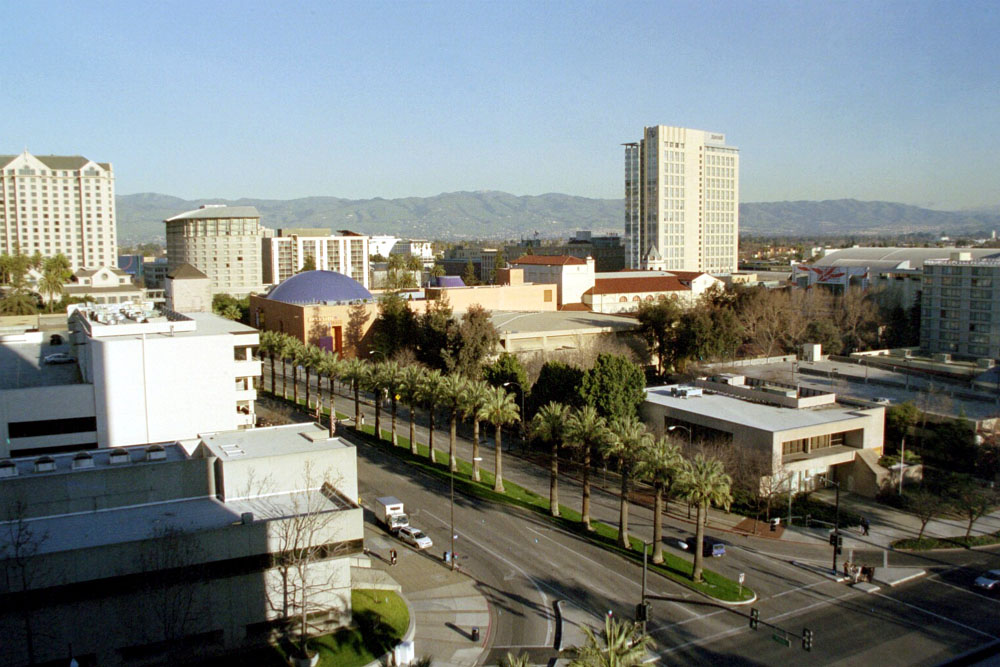
San Jose, California
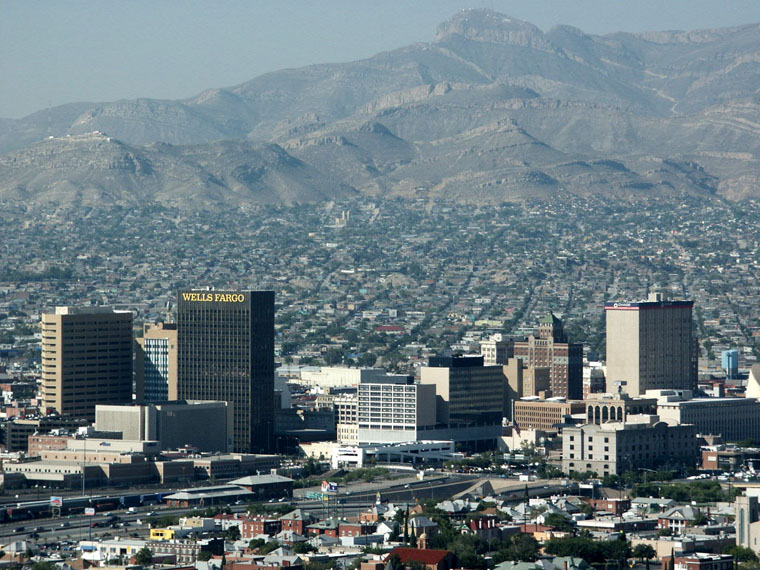
El Paso, Texas
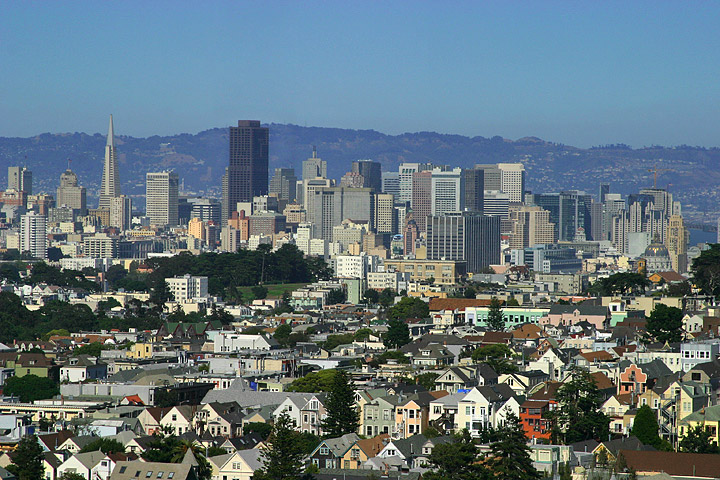
San Francisco, California
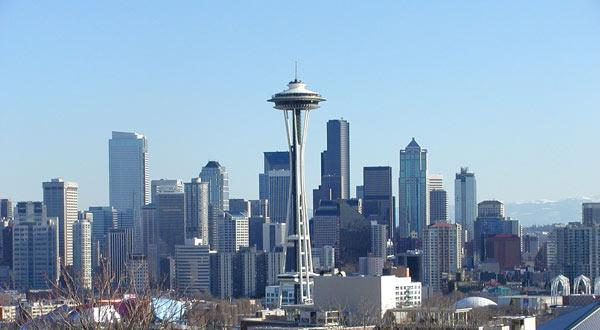
Seattle, Washington
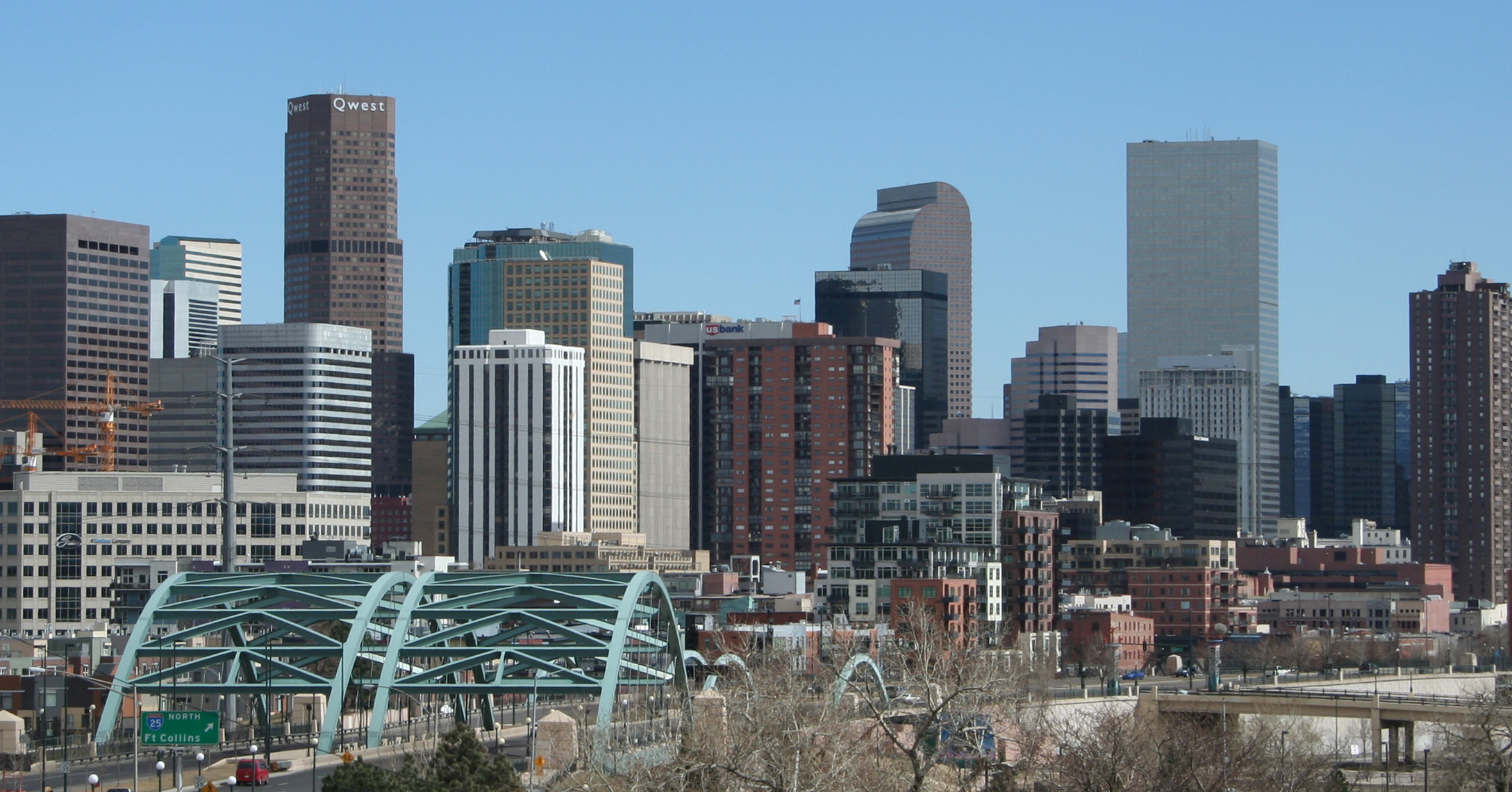
Denver, Colorado
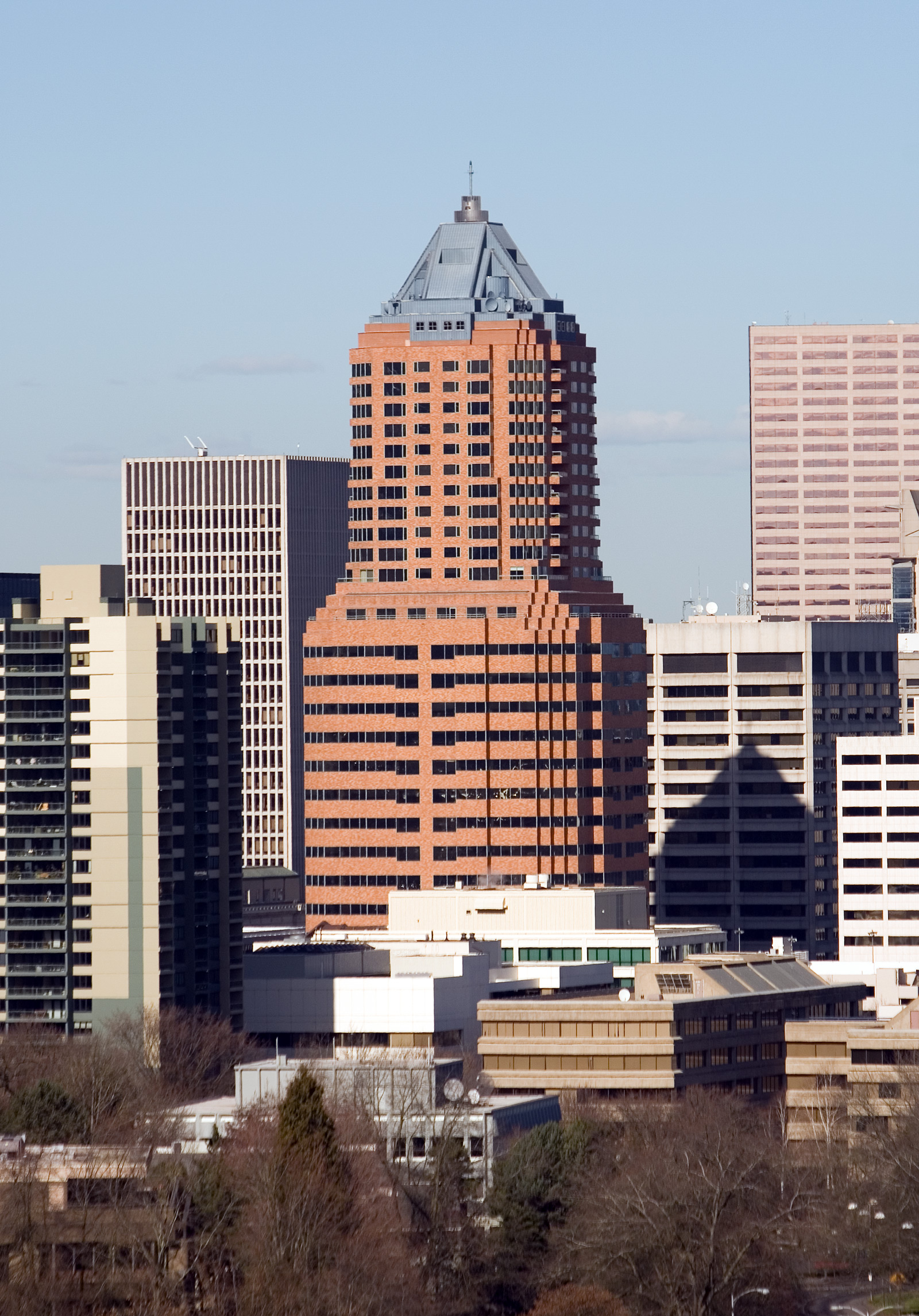
Portland, Oregon
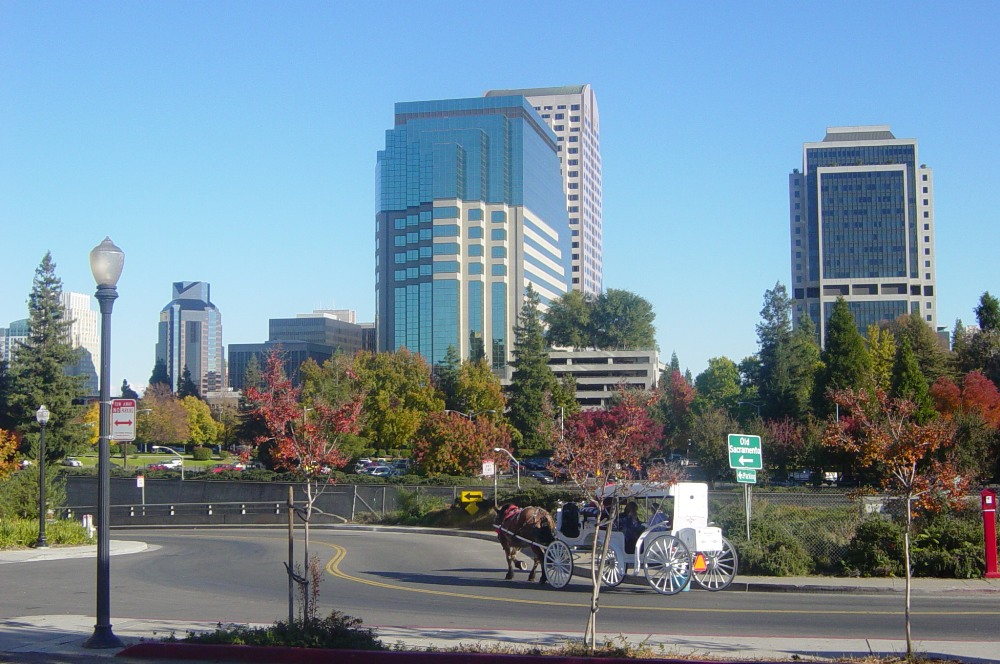
Sacramento, California
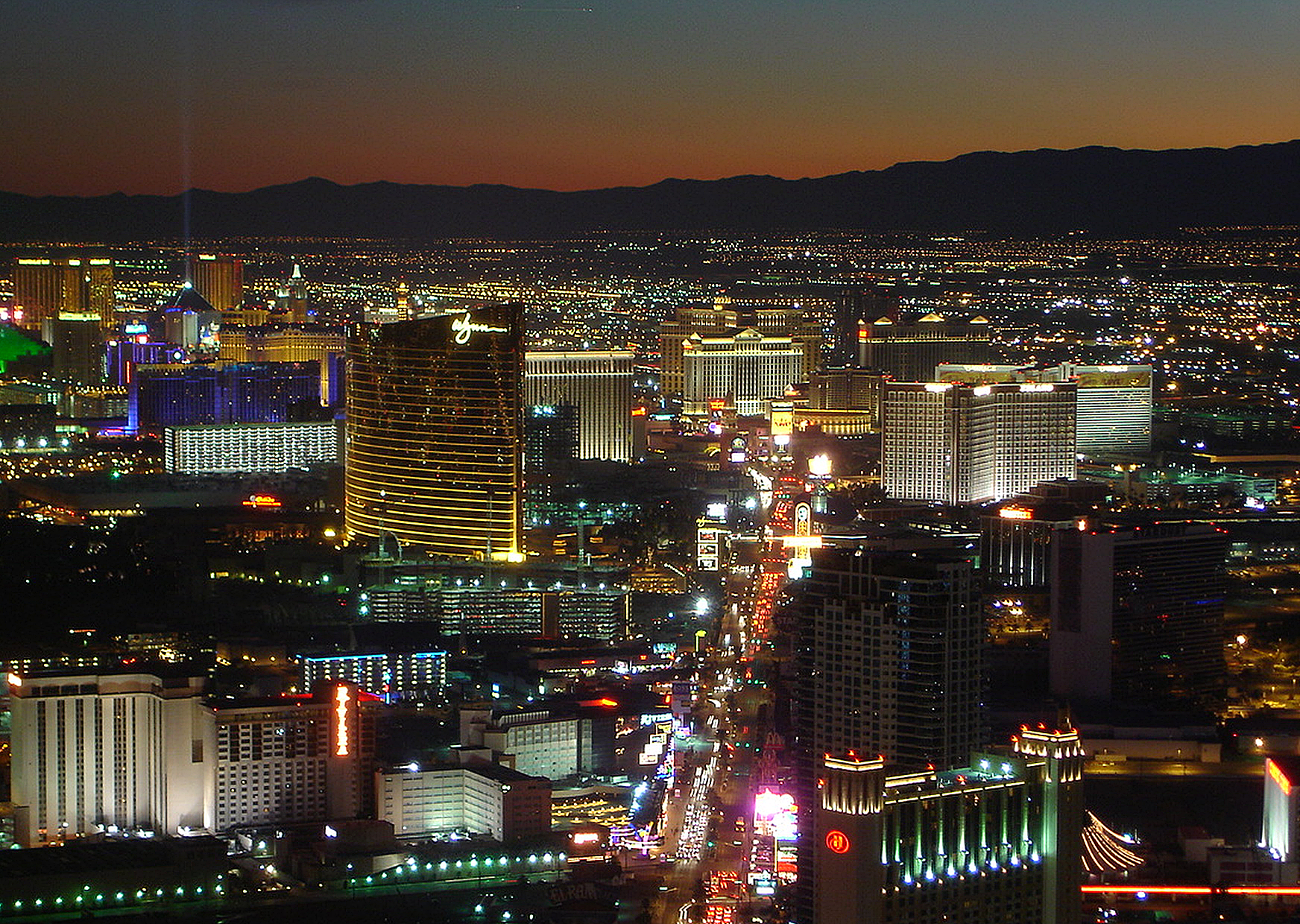
Las Vegas, Nevada
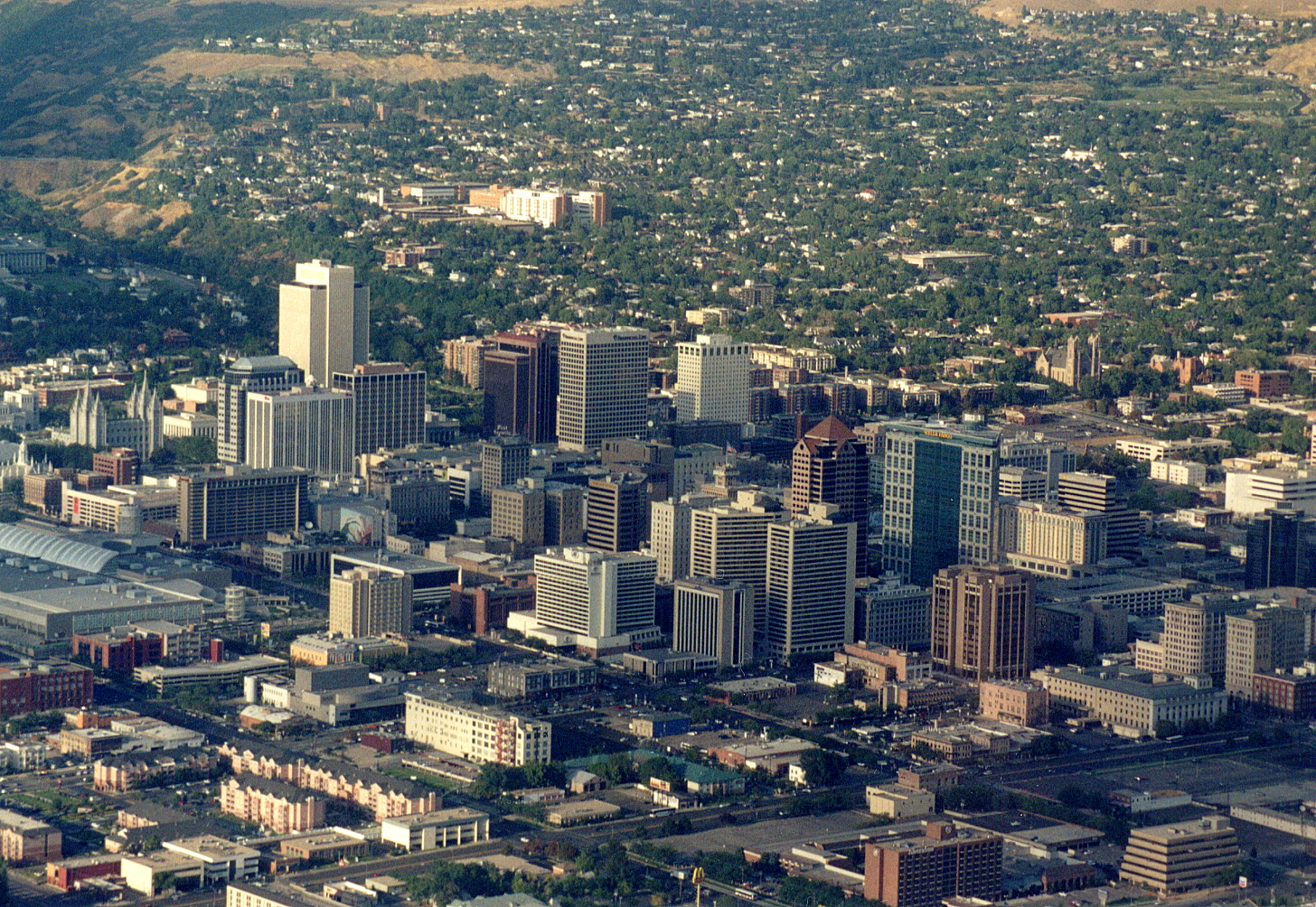
Salt Lake City, Utah
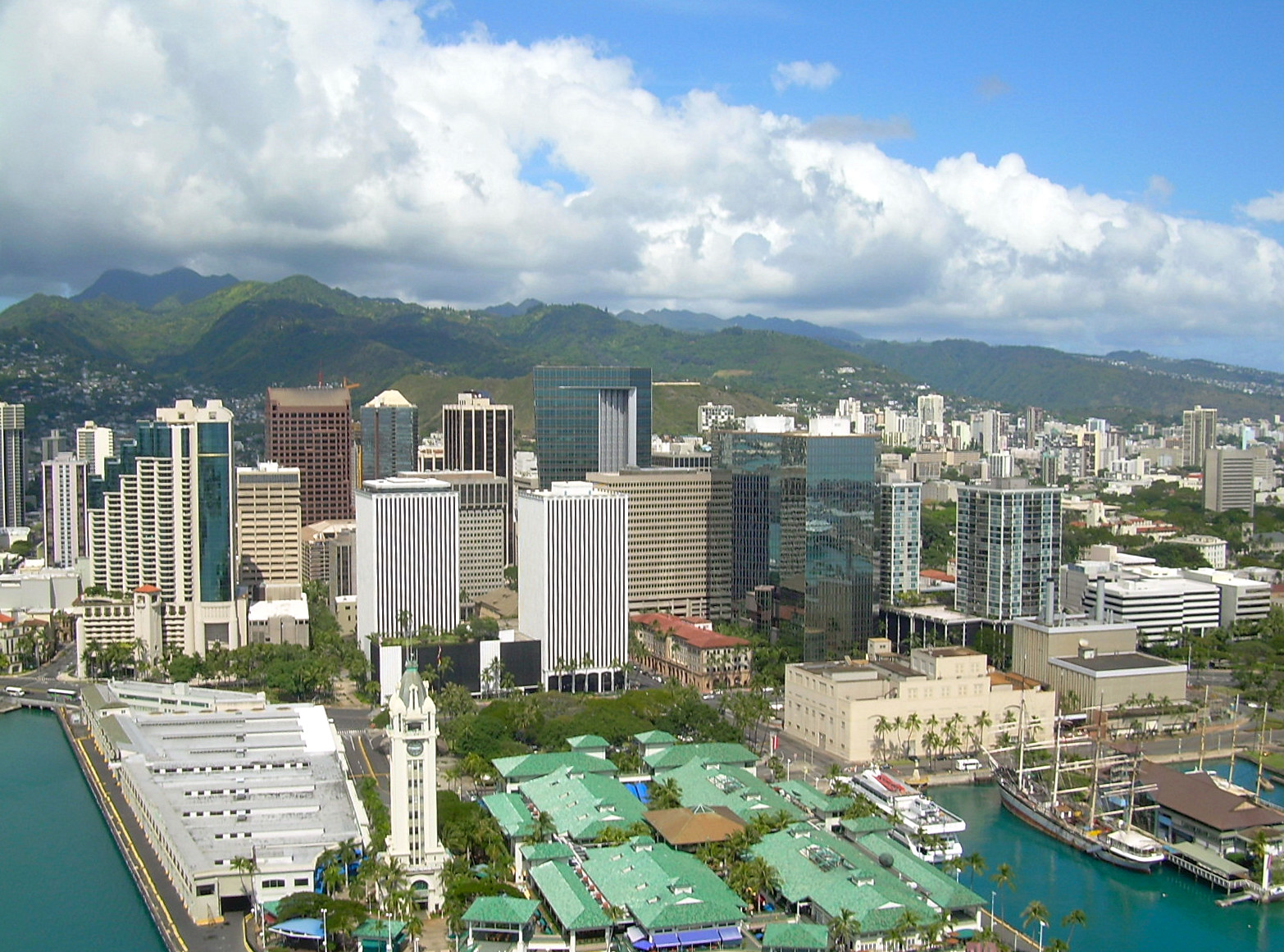
Honolulu, Hawaii
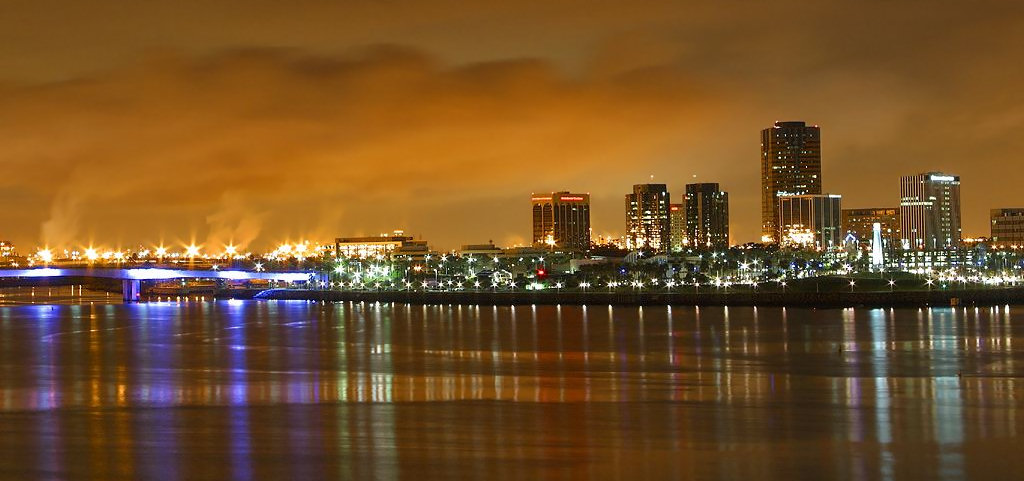
Long Beach, California
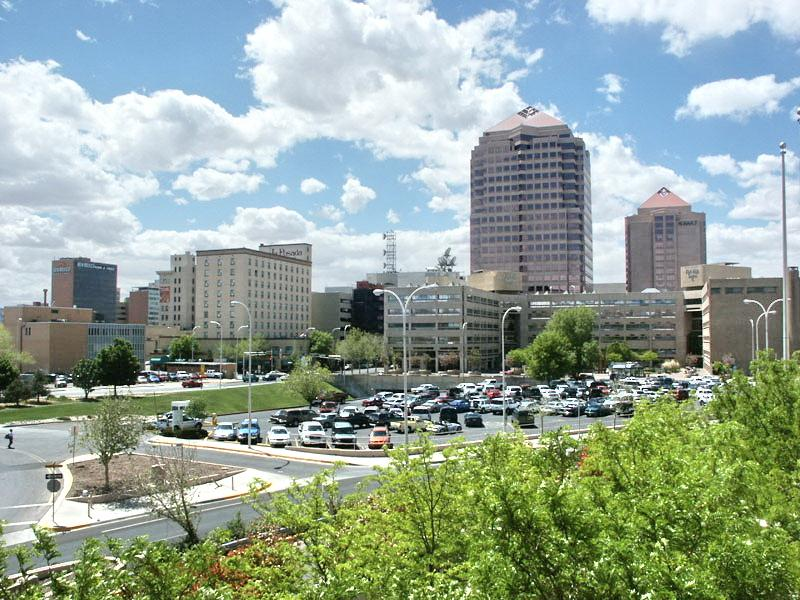
Albuquerque, New Mexico
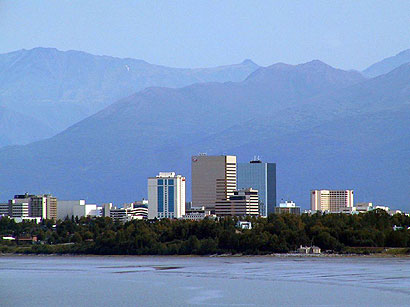
Anchorage, Alaska
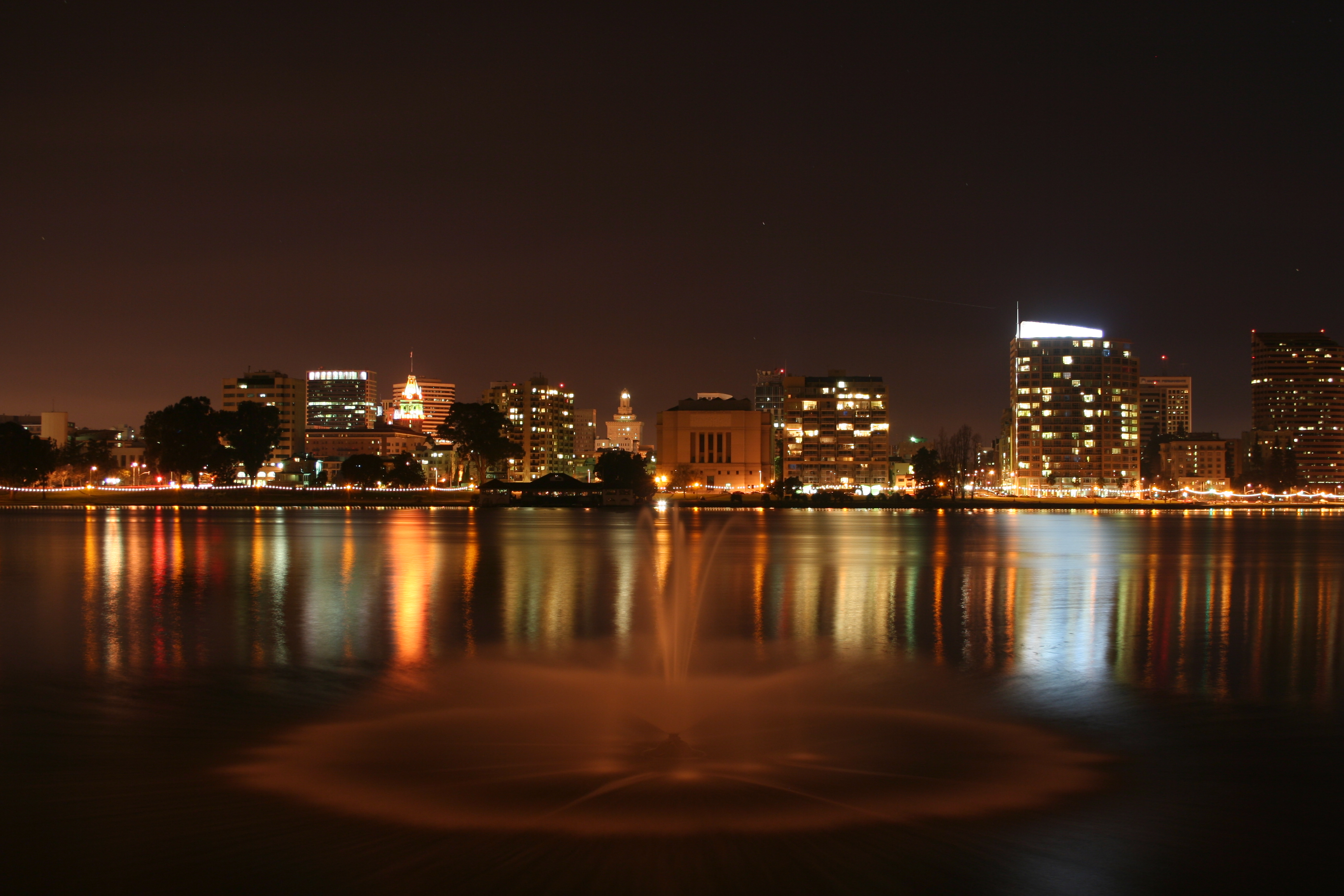
Oakland, California
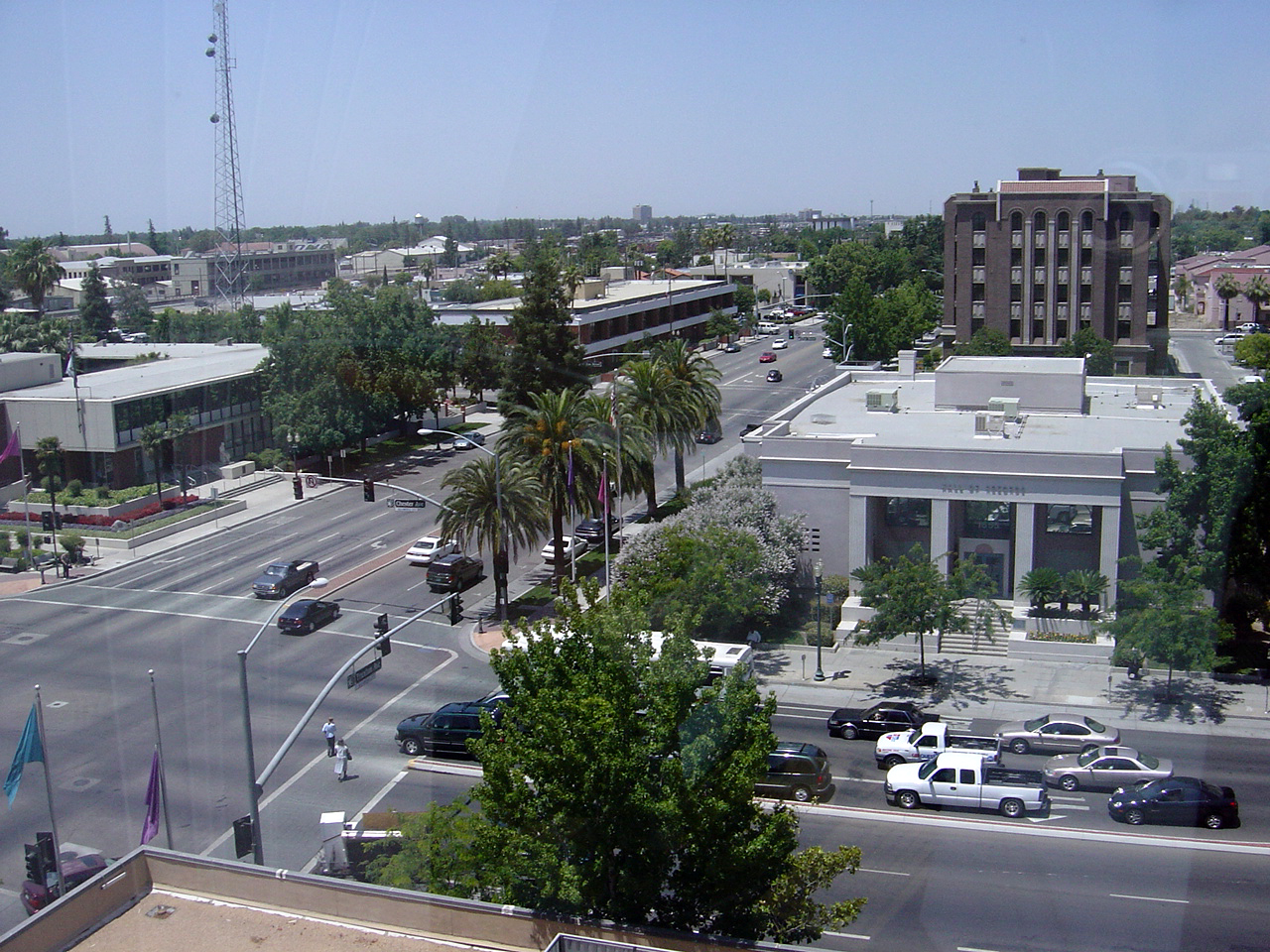
Bakersfield, California
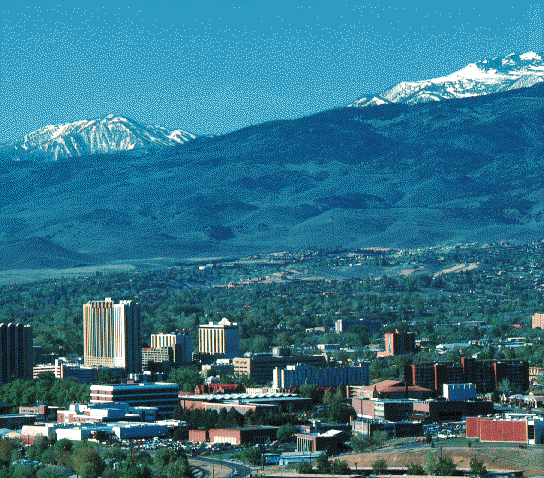
Reno, Nevada
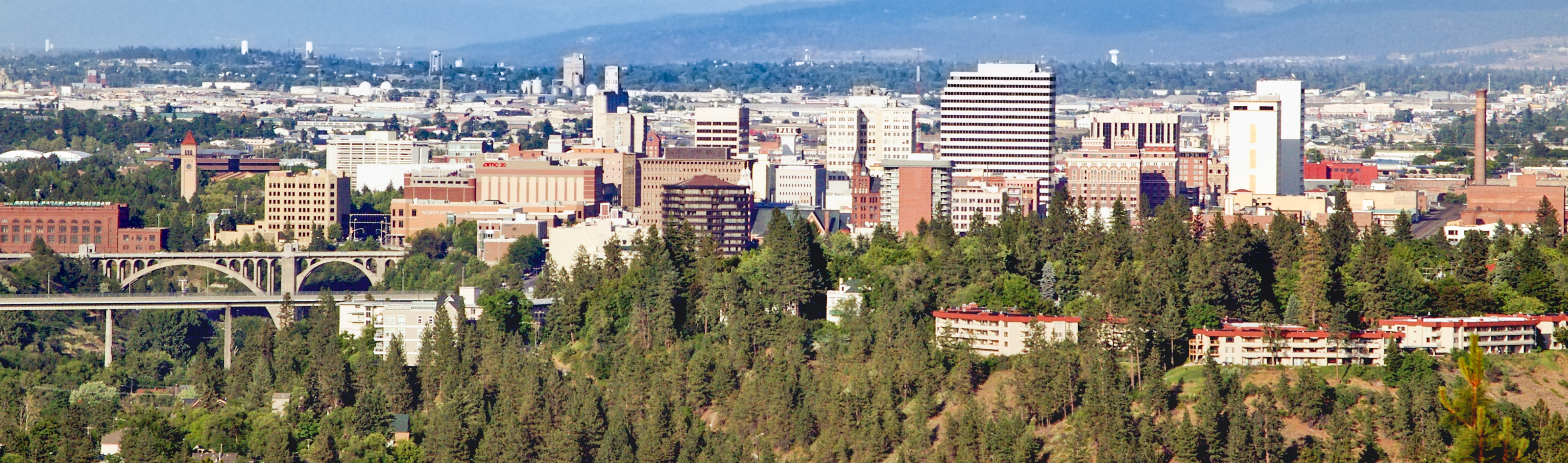
Spokane, Washington
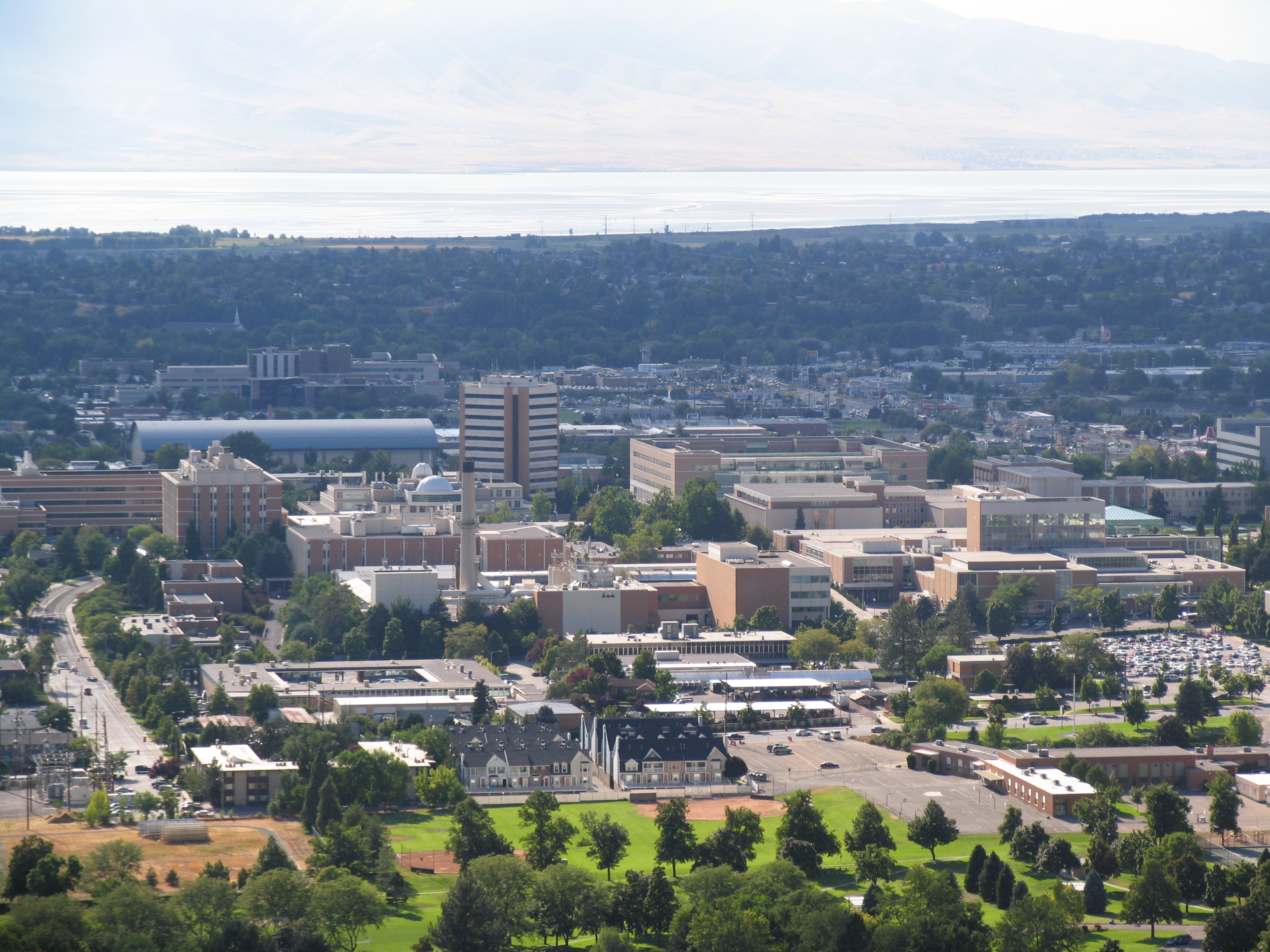
Provo, Utah
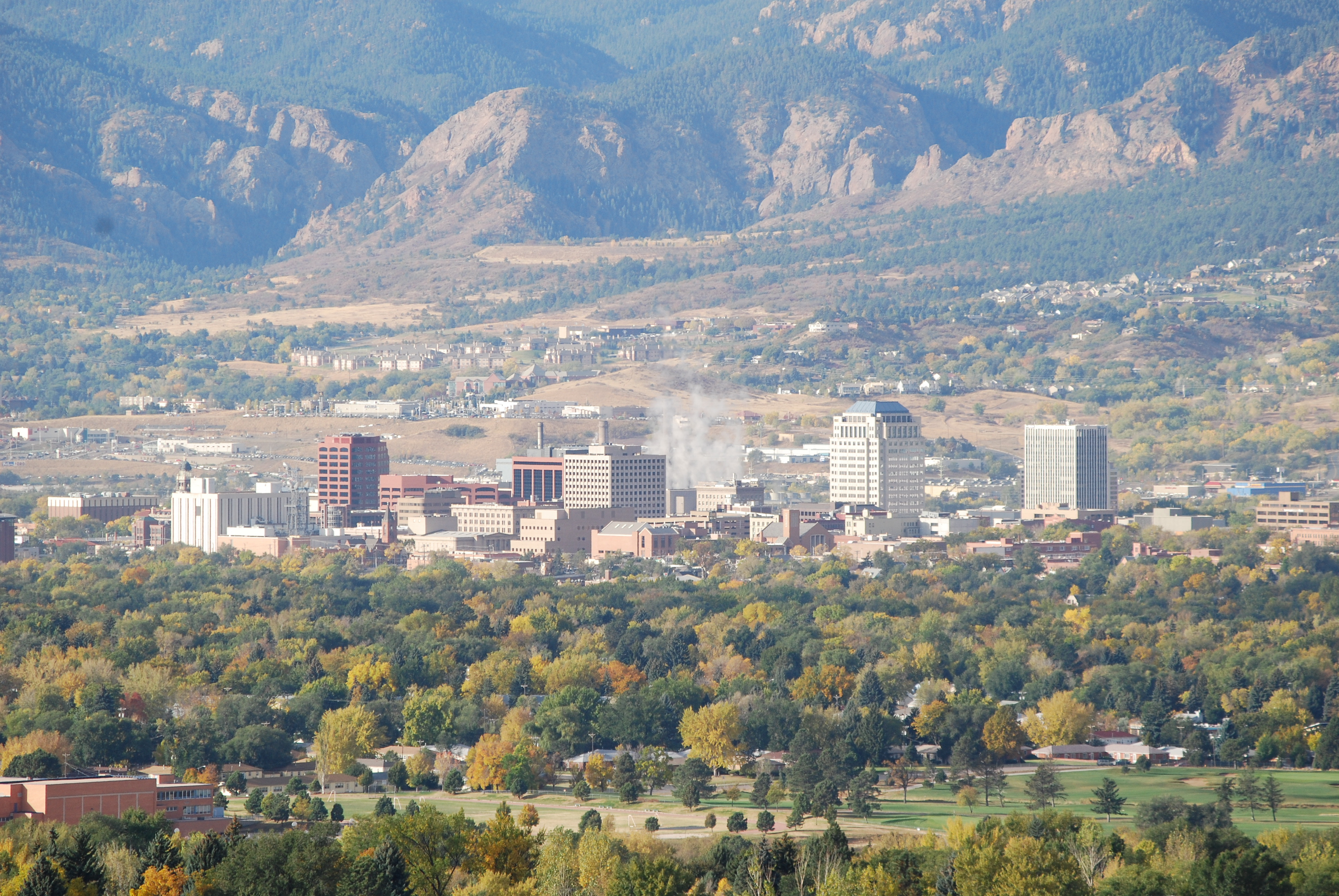
Colorado Springs, Colorado
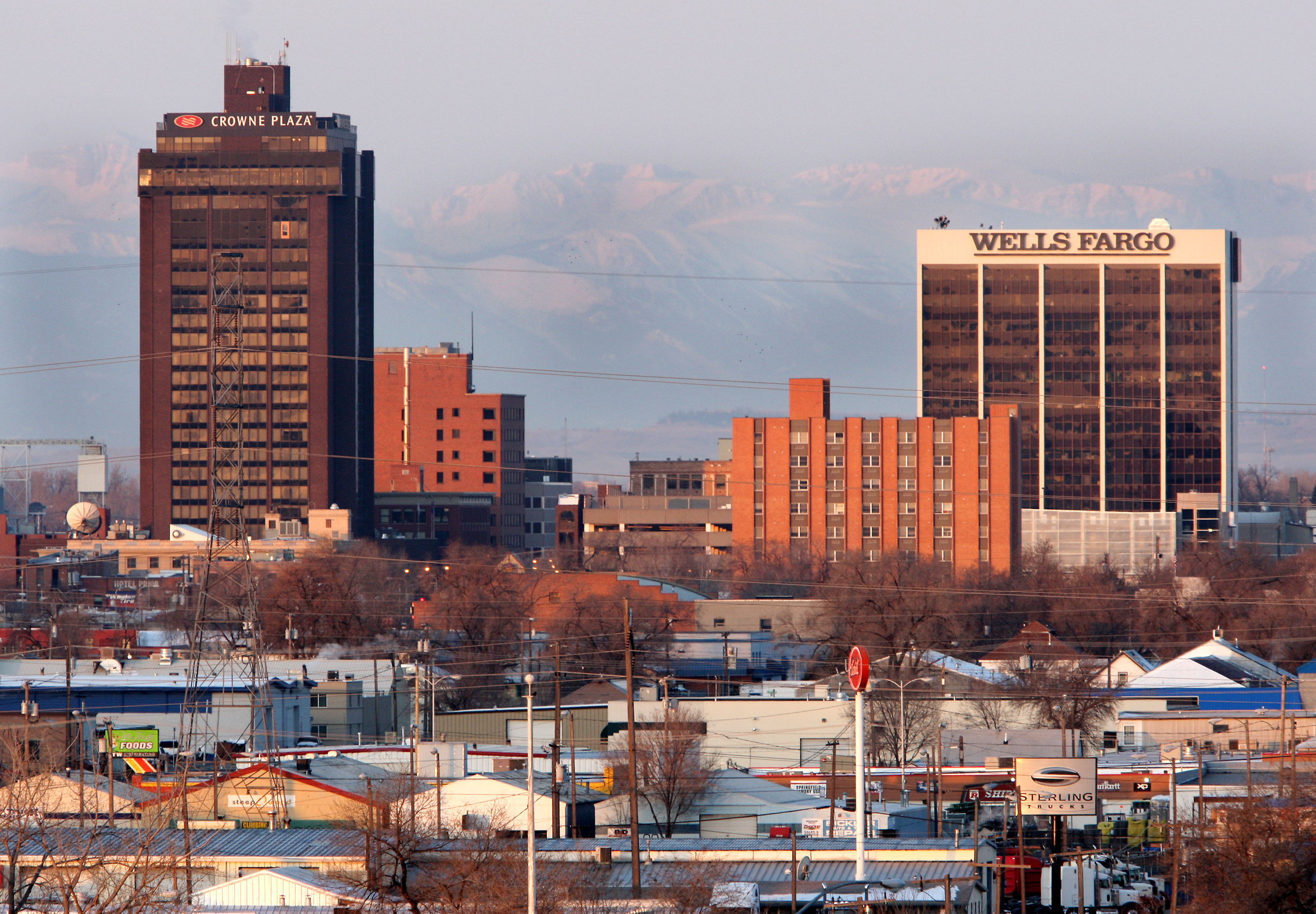
Billings, Montana
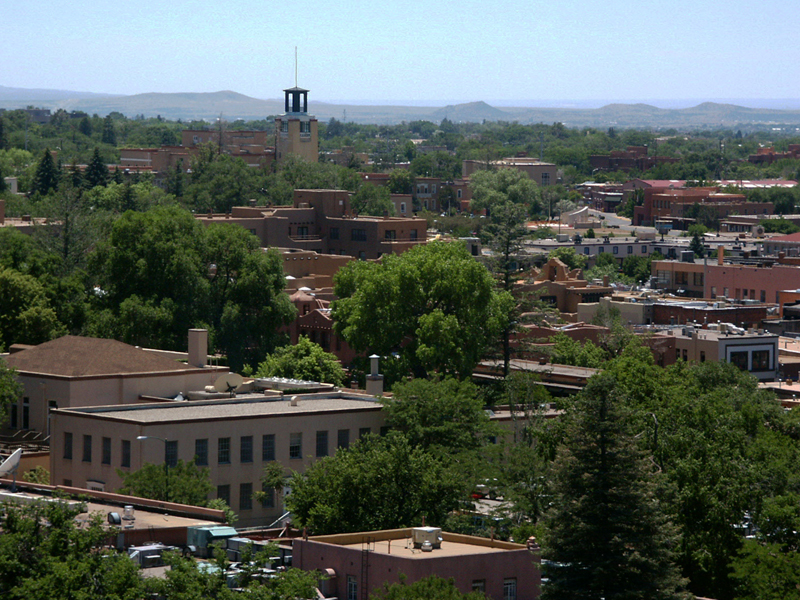
Santa Fe, New Mexico
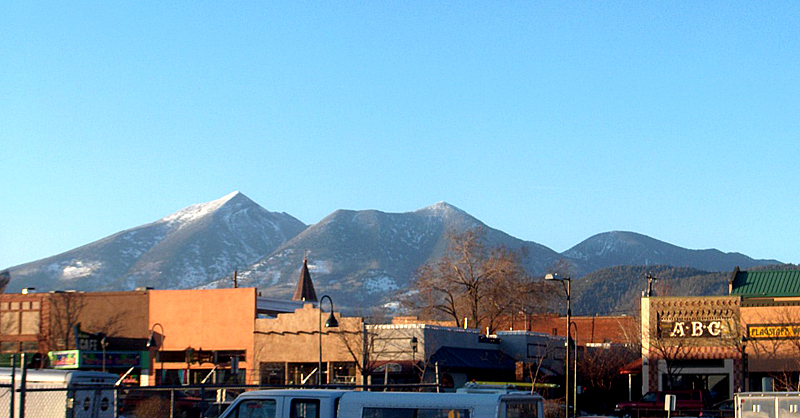
Flagstaff, Arizona
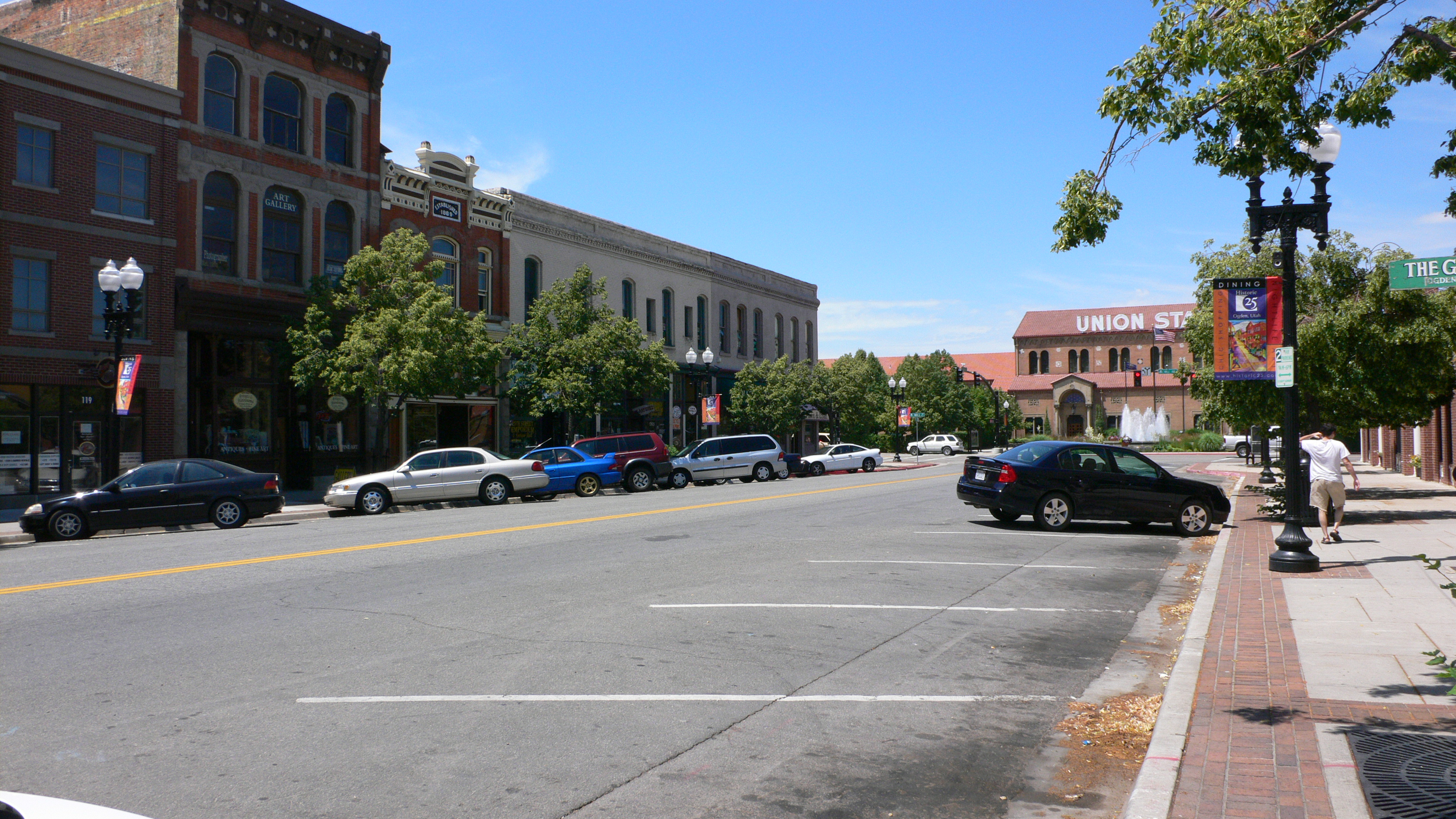
Ogden, Utah
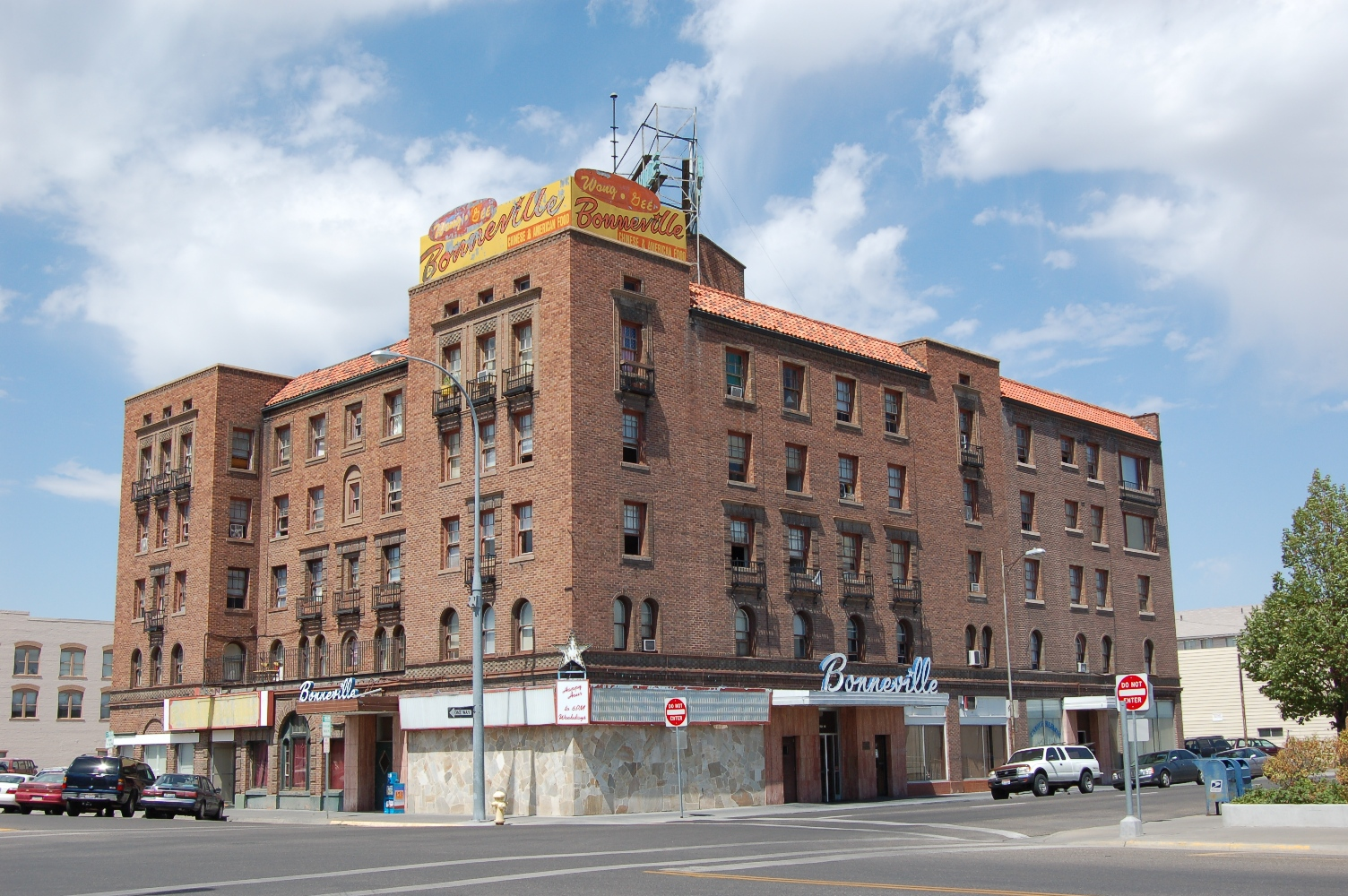
Idaho Falls, Idaho

### Vùng thống kê kết hợp
| Hạng (Mỹ) | Vùng thống kê kết hợp                                   | Tiểu bang  | Dân số (triệu) |
| --------- | ------------------------------------------------------- | ---------- | -------------- |
| 2         | Los Angeles–Long Beach–Riverside                        | California | 17,6           |
| 6         | San Jose–San Francisco–Oakland (San Francisco Bay Area) | California | 7,2            |
| 12        | Seattle–Tacoma–Bellevue (Puget Sound Region)            | Washington | 3,8            |
| 14        | Denver–Aurora–Boulder                                   | Colorado   | 2,9            |
| 19        | Sacramento                                              | CA-NV      | 2,4            |
| 25        | Las Vegas                                               | Nevada     | 1,9            |
| 34        | Salt Lake City-Ogden-Clearfield                         | Utah       | 1,6            |
| 42        | Fresno-Madera, CA CSA                                   | California | 1,0            |
| 70        | Reno-Sparks-Fernley, NV CSA                             | Nevada     | 0,5            |

### Vùng thống kê đô thị
| Hạng (miền Tây) | Vùng thống kê đô thị                      | Dân số     | Tiểu bang  |
| --------------- | ----------------------------------------- | ---------- | ---------- |
| 1               | Los Angeles-Long Beach-Santa Ana          | 12.875.587 | California |
| 2               | Phoenix-Mesa-Scottsdale                   | 4.281.899  | Arizona    |
| 3               | San Francisco-Oakland-Fremont             | 4.157.377  | California |
| 4               | Seattle-Tacoma-Bellevue                   | 4.038.741  | Washington |
| 5               | Riverside-San Bernardino-Ontario          | 4.026.135  | California |
| 6               | San Diego                                 | 3.146.274  | California |
| 7               | Denver-Aurora                             | 2.301.116  | Colorado   |
| 8               | Las Vegas-Henderson-N. Las Vegas-Paradise | 2.040.258  | Nevada     |
| 9               | Sacramento                                | 1.974.810  | California |
| 10              | San Jose-Sunnyvale-Santa Clara            | 1.734.721  | California |
| 11              | Portland-Beaverton                        | 1.576.541  | Oregon     |
| 12              | Salt Lake City                            | 1.005.232  | Utah       |
| 13              | Tucson                                    | 946.362    | Arizona    |
| 14              | Honolulu                                  | 902.704    | Hawaii     |
| 15              | Fresno                                    | 850.325    | California |
| 16              | Albuquerque                               | 841.133    | New Mexico |
| 17              | Oxnard-Thousand Oaks-Ventura              | 791.130    | California |
| 18              | Bakersfield                               | 713.087    | California |
| 19              | Stockton                                  | 632.760    | California |
| 20              | Colorado Springs                          | 572.264    | Colorado   |
| 21              | Boise City-Nampa                          | 510.876    | Idaho      |
| 22              | Modesto                                   | 492.233    | California |
| 23              | Ogden-Clearfield                          | 468.942    | Utah       |
| 24              | Santa Rosa-Petaluma                       | 466.725    | California |
| 25              | Spokane                                   | 431.027    | Washington |
| 26              | Salinas                                   | 414.449    | California |
| 27              | Vallejo-Fairfield                         | 412.336    | California |
| 29              | Provo-Orem                                | 406,851    | Utah       |
| 30              | Santa Barbara-Santa Maria-Goleta          | 403.134    | California |

- Thành phố El Paso, Texas, mặc dù thuộc một tiểu bang được xem là thuộc Nam Hoa Kỳ, luôn được xem là thuộc miền Tây Hoa Kỳ.